# Lars Sonck
Lars Sonck (Kälviä, 10 augustus 1870 – Helsinki, 14 maart 1956) was een Fins architect. Hij wordt naast Eliel Saarinen beschouwd als de voornaamste vertegenwoordiger van de nationaal-romantische architectuur in Finland.
Sonck was de zoon van een lutherse pastor en groeide op in Åland. Op 23-jarige leeftijd won hij de ontwerpwedstrijd voor de Michaëlskerk in Turku, die in 1894 voltooid werd. In dat jaar rondde hij ook zijn opleiding aan het Polytechnisch Instituut in Helsinki af. In die stad opende hij vervolgens zijn eigen bureau. 
Tot zijn belangrijkste ontwerpen behoren de domkerk van Tampere (gebouwd tussen 1902 en 1907), de kerk van Kallio in Helsinki (1908-'12), landhuis Kultaranta (1914-'16), de latere presidentiële zomerresidentie, en Ainola (1903-'04): de villa van de componist Jean Sibelius.

## Foto's

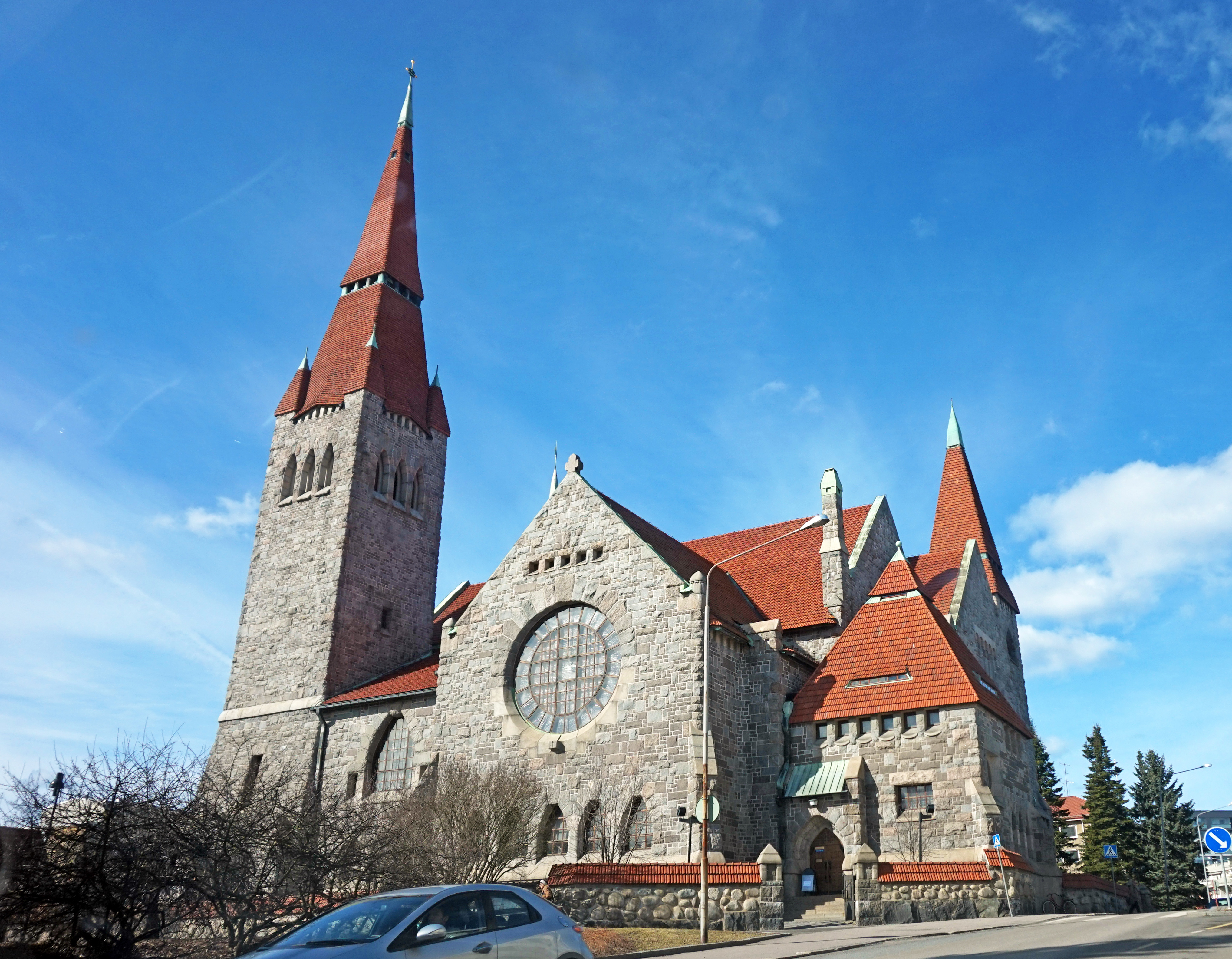
Kathedraal van Tampere
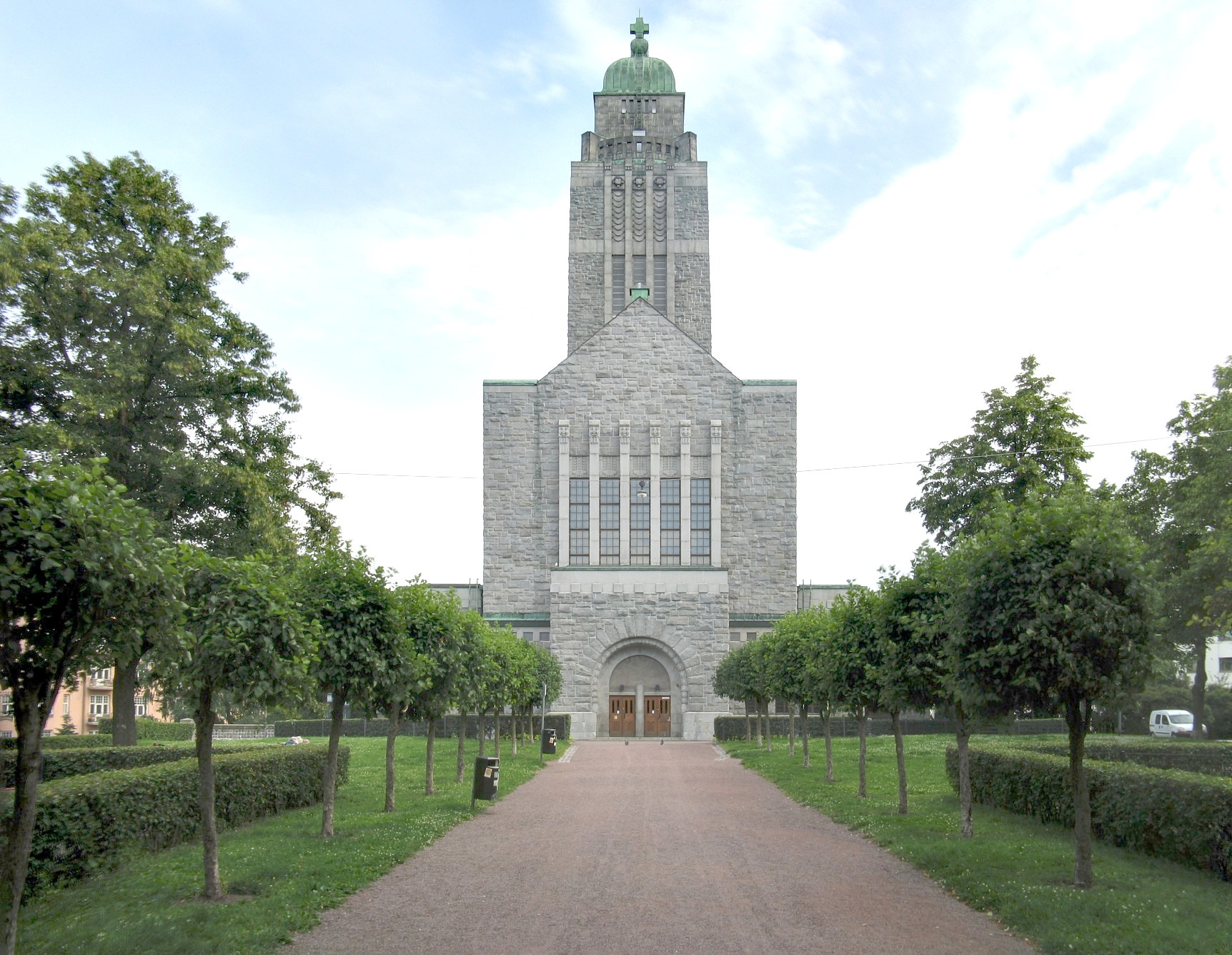
Kalliokerk, Helsinki
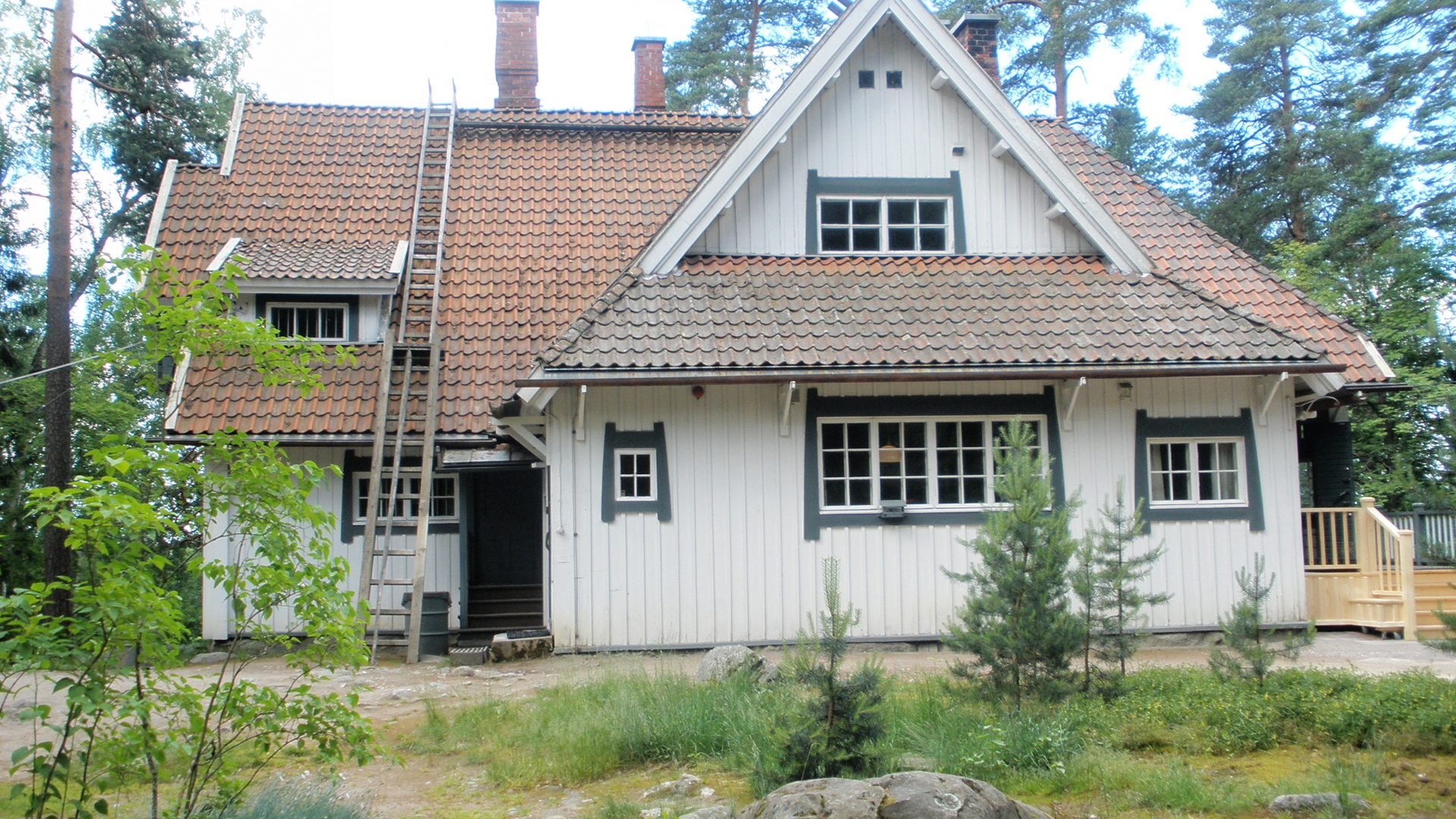
Ainola, Järvenpää
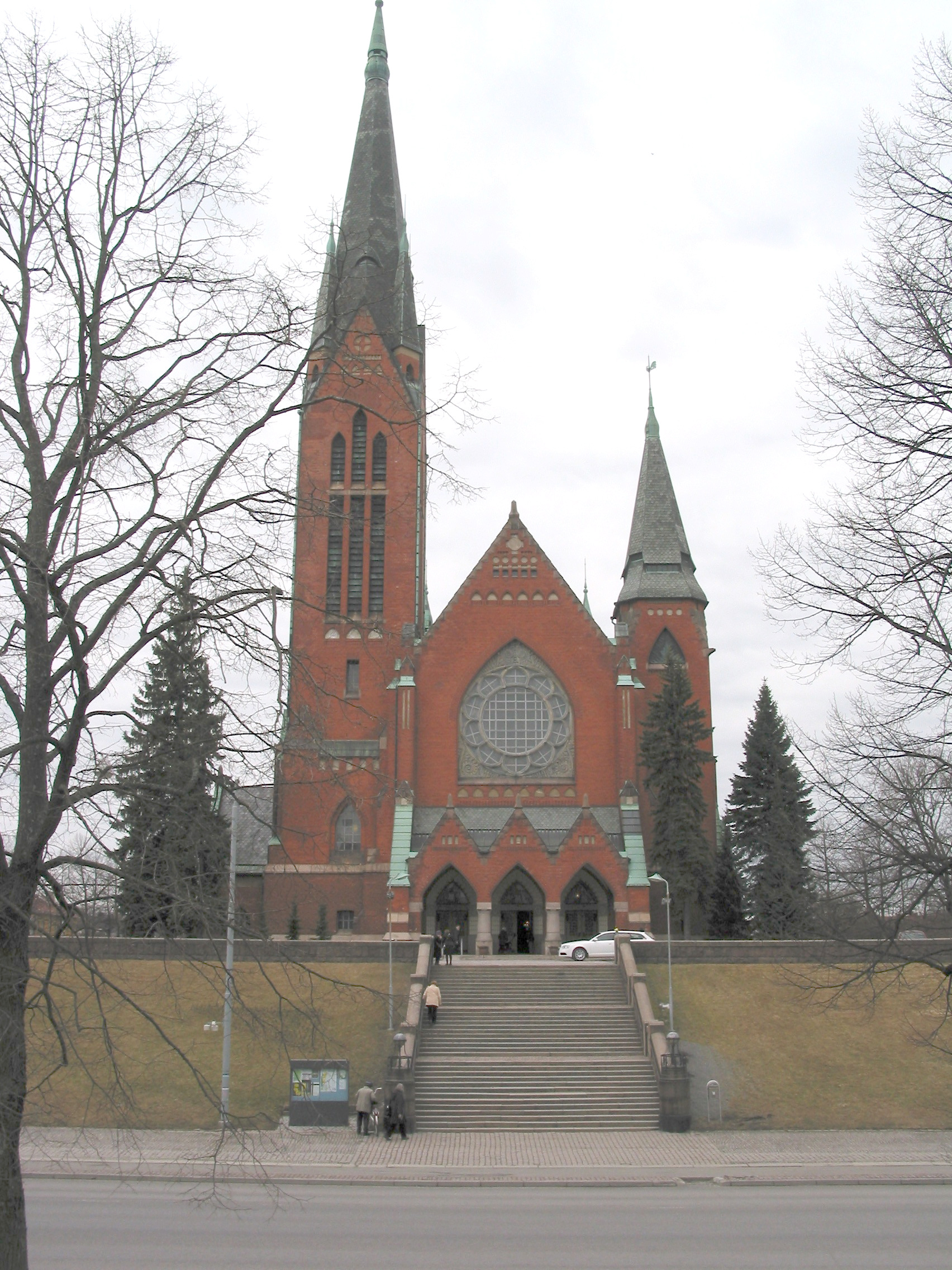
Michaëlskerk, Turku
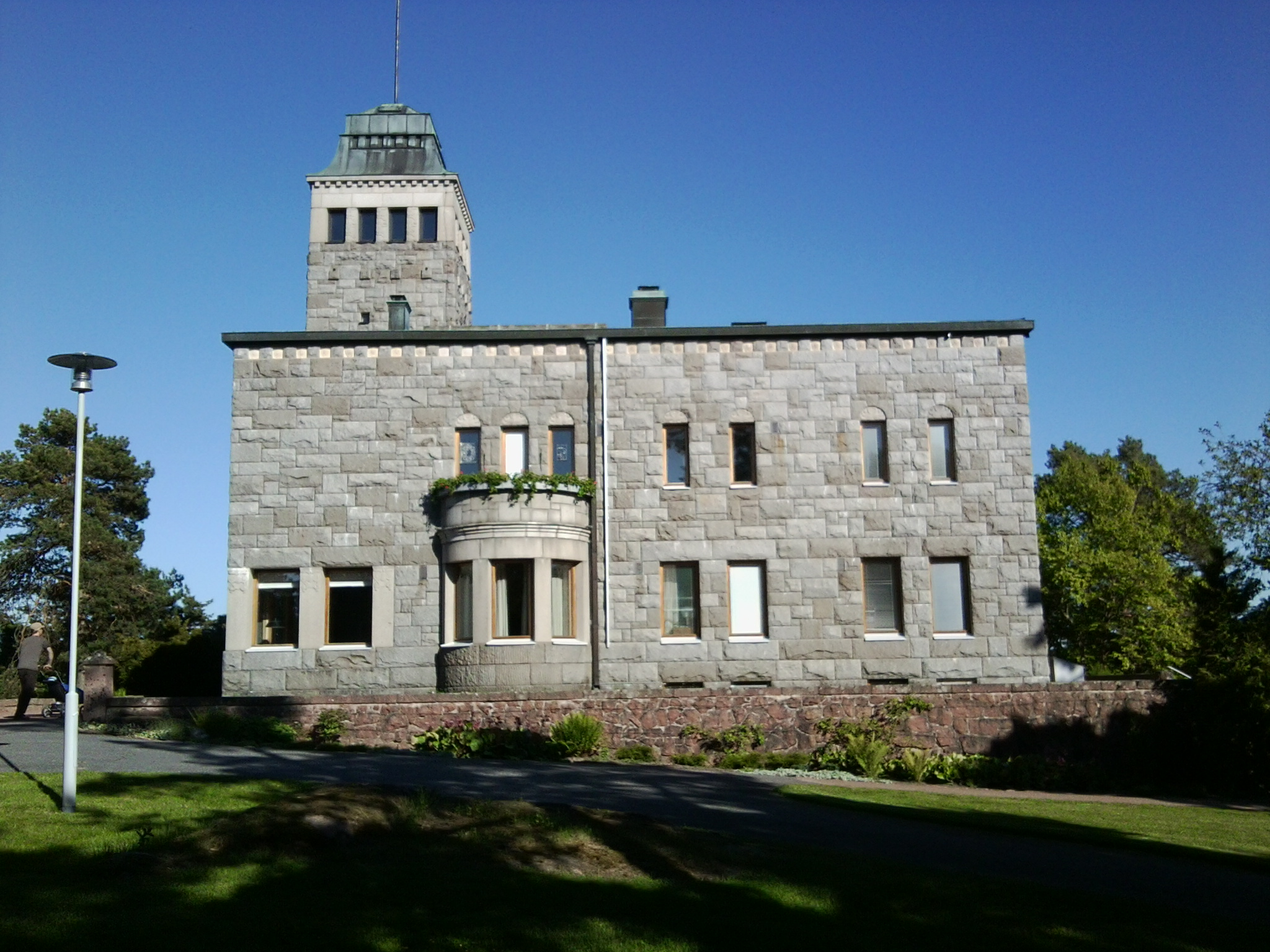
Kultaranta, Naantali
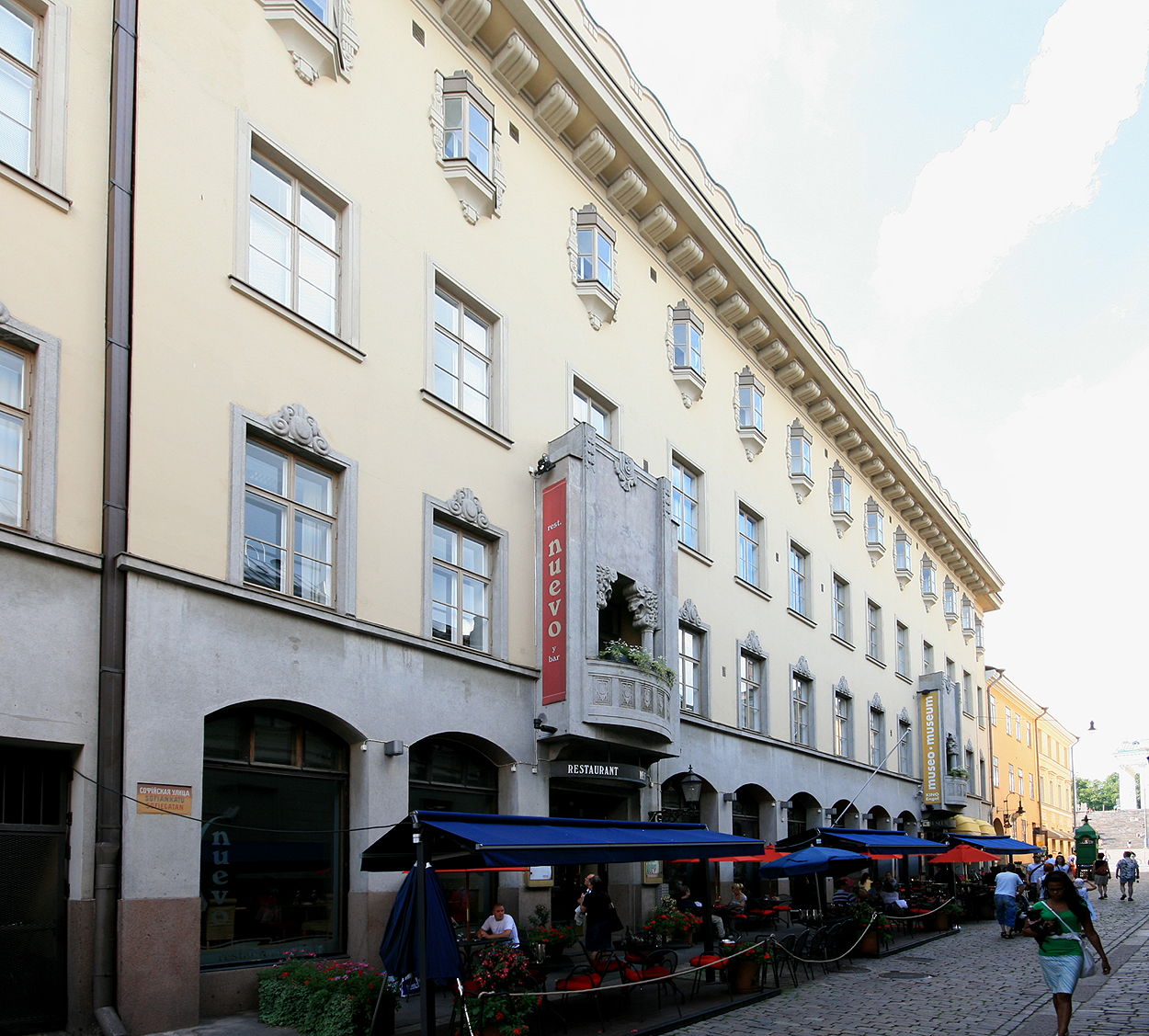
Stadsmuseum van Helsinki
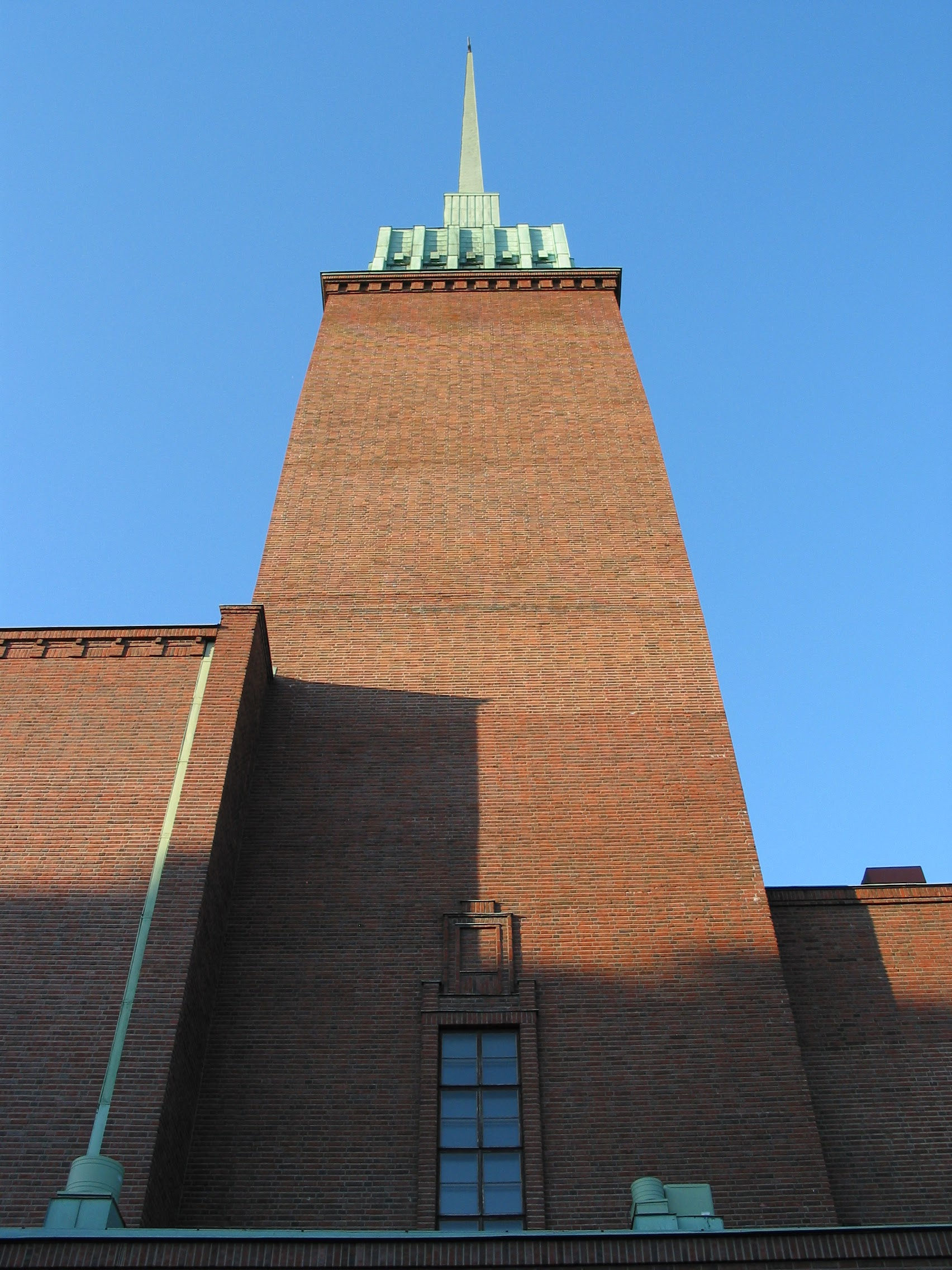
Mikael Agricolakerk, Helsinki
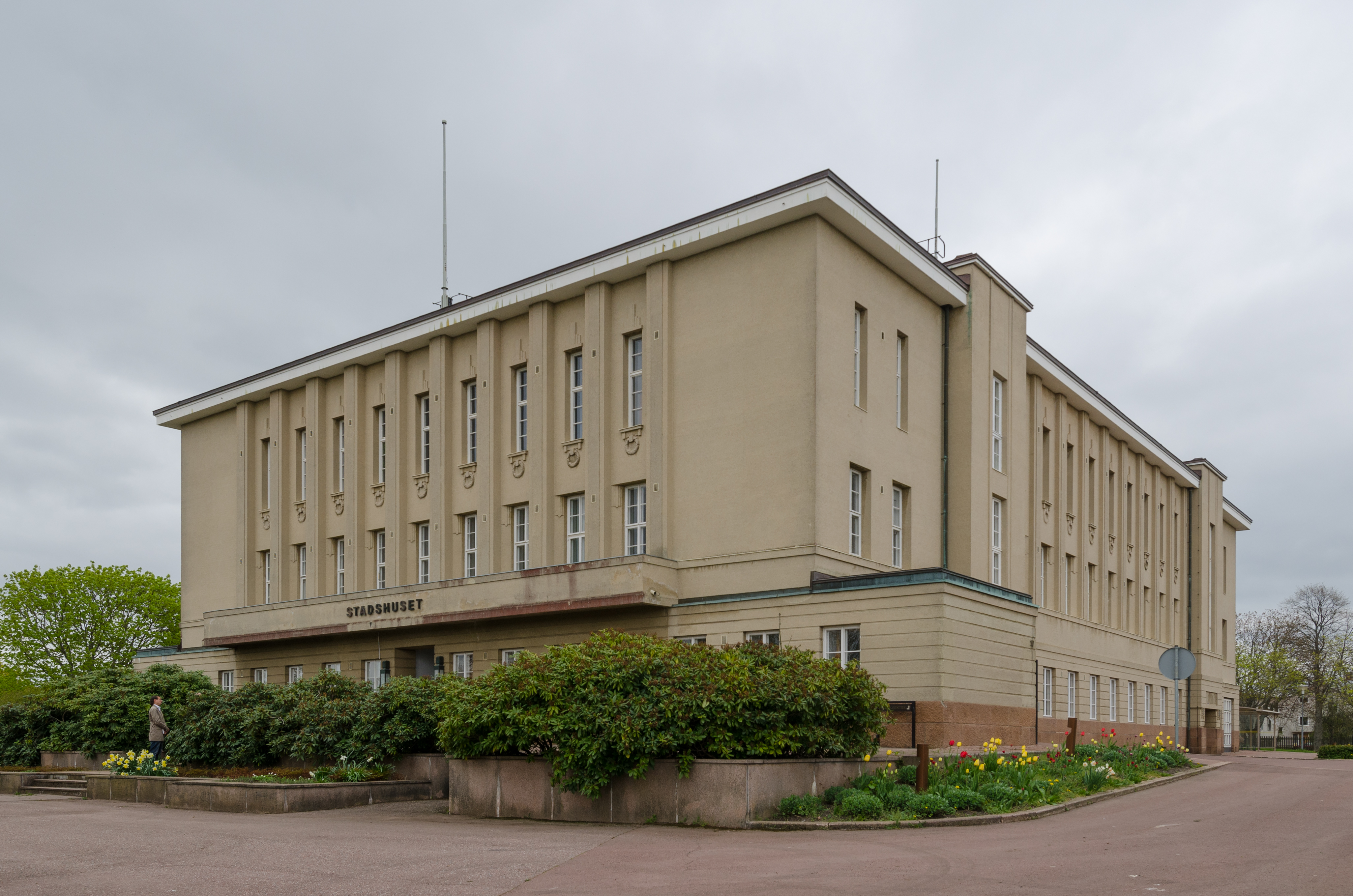
Stadhuis van Mariehamn, de hoofdstad van Åland
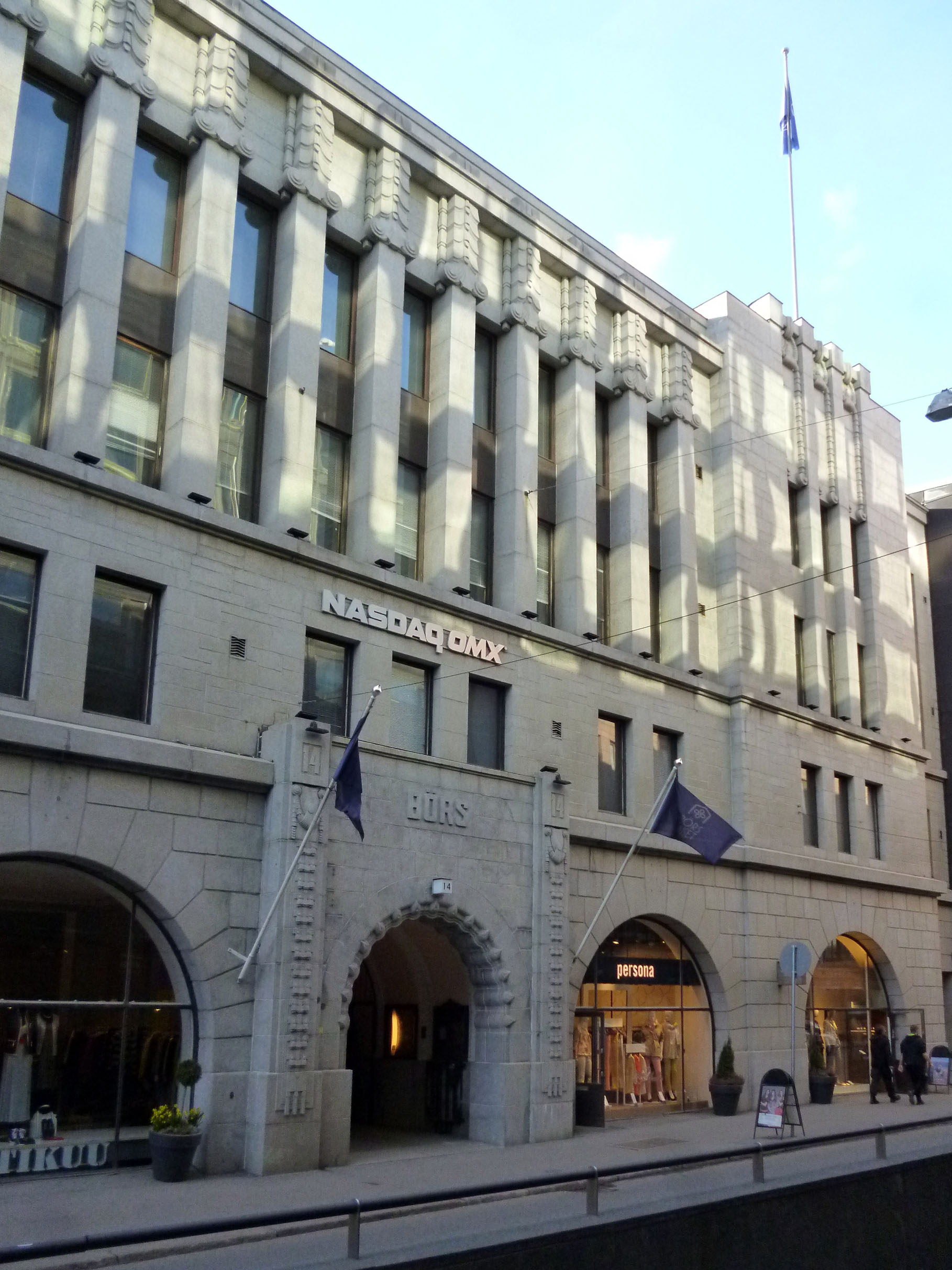
Beurs van Helsinki
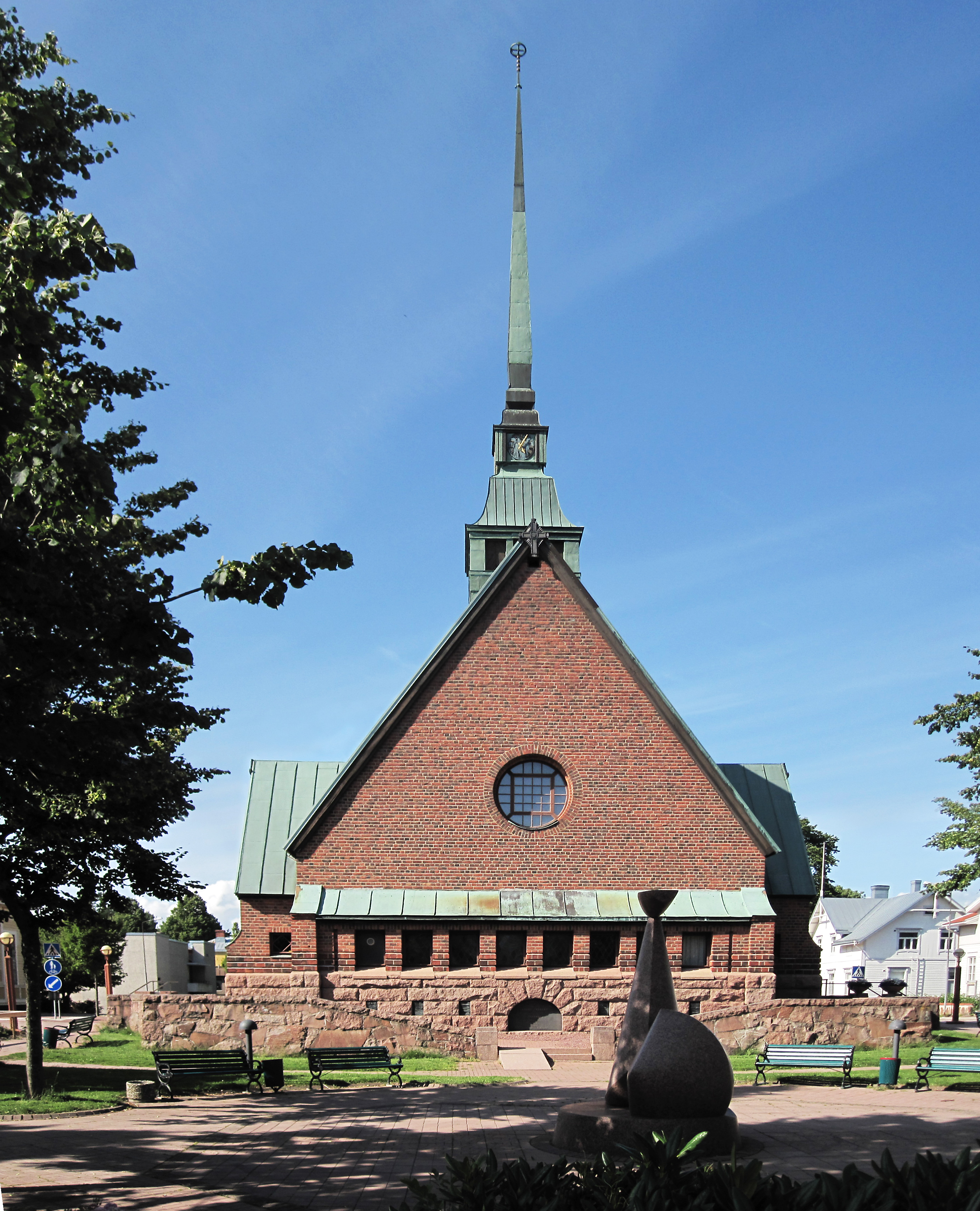
Sint Joriskerk, Mariehamn
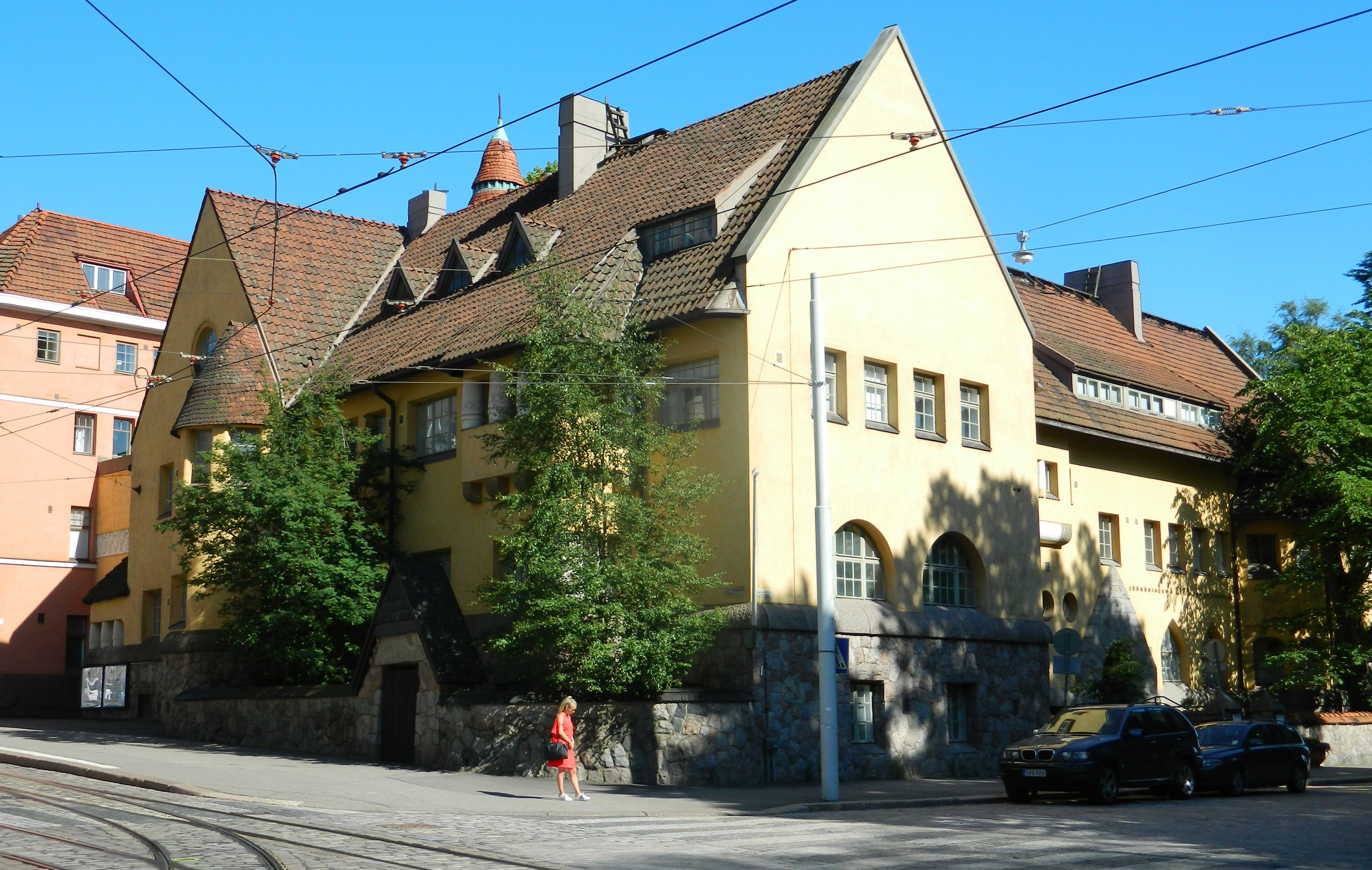
Eira-ziekenhuis, Helsinki
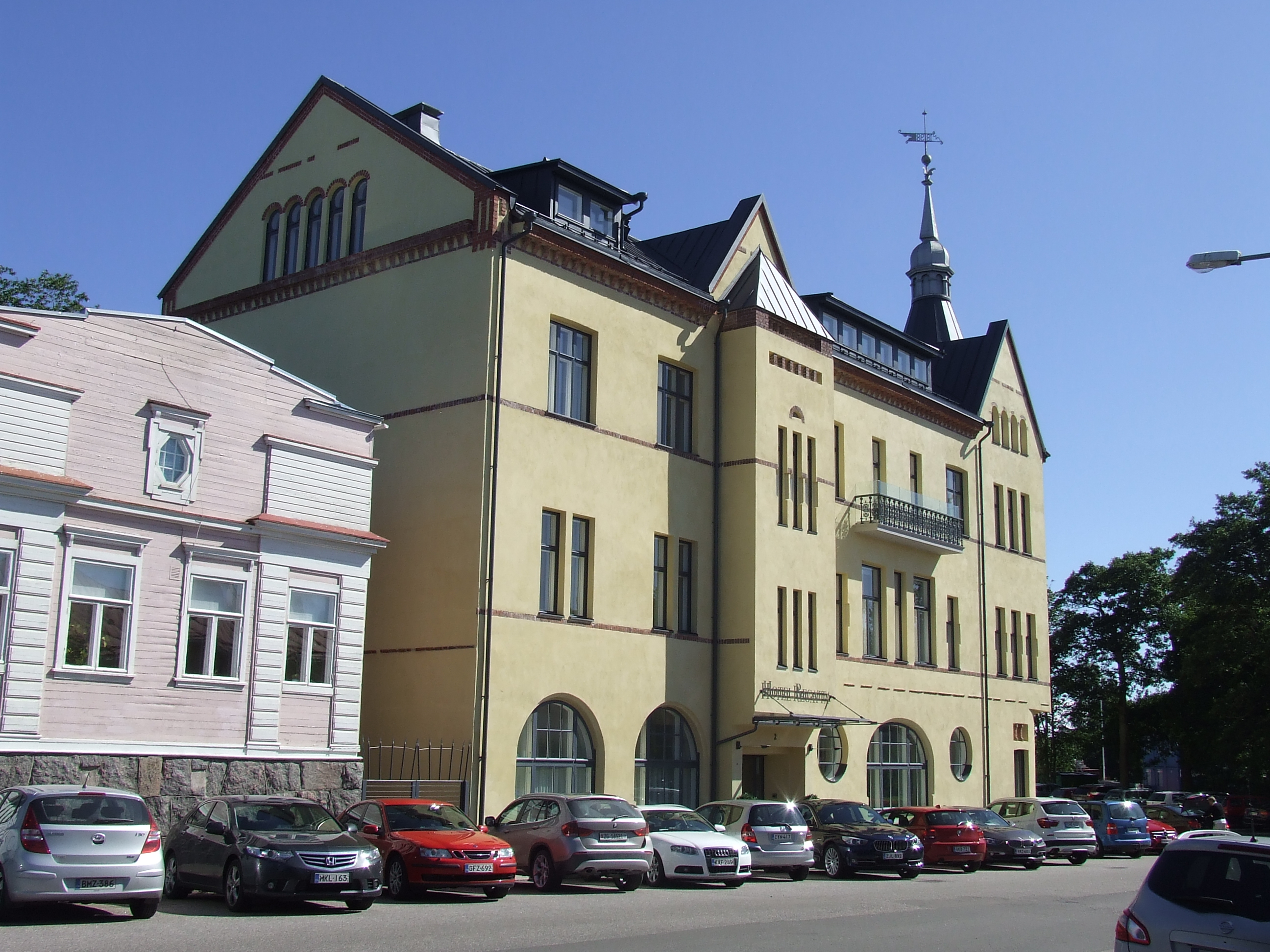
Hotel Regatta, Hanko

- Bibsys: 90252739
- Bibliothèque nationale de France: cb11956016q (data)
- CiNii: DA06034730
- Gemeinsame Normdatei: 118988824
- International Standard Name Identifier: 0000 0000 8384 046X
- Library of Congress Control Number: n86122664
- Nationale Bibliotheek van Letland: 000306162
- Nationale Bibliotheek van Israël: 987007437036905171
- Nederlandse Thesaurus van Auteursnamen: 08242490X
- RKD-Nederlands Instituut voor Kunstgeschiedenis: 327278
- SNAC: w6bv8mnj
- Système universitaire de documentation: 027541762
- Union List of Artist Names: 500007260
- Virtual International Authority File: 54948224
- WorldCat: E39PBJt8p6XP7rfrYPGWt7WqwC